# Media ponderada
La media ponderada es una generalización de la media aritmética. Es una medida de tendencia central, que es apropiada cuando en un conjunto de datos cada uno de ellos tiene una importancia relativa (o peso) respecto de los demás datos. Se obtiene multiplicando cada uno de los datos por su ponderación (peso) para luego sumarlos, obteniendo así una suma ponderada; después se divide esta entre la suma de los pesos, dando como resultado la media ponderada.

## Definición matemática
Para una serie de datos numéricos no vacía:
{\displaystyle X=\{x_{1},x_{2},x_{3}...,x_{n}\}\,}
a la que corresponden los pesos:
{\displaystyle W=\{w_{1},w_{2},w_{3},...,w_{n}\}\,}
la media ponderada se calcula de la siguiente manera:
{\displaystyle {\bar {x}}={\frac {\sum _{i=1}^{n}x_{i}w_{i}}{\sum _{i=1}^{n}w_{i}}}={\frac {x_{1}w_{1}+x_{2}w_{2}+x_{3}w_{3}+...+x_{n}w_{n}}{w_{1}+w_{2}+w_{3}+...+w_{n}}}}
Si los pesos son iguales, esto es, {\displaystyle w_{i}=w} para {\displaystyle 1\leq i\leq n}, entonces la media ponderada coincide con la media aritmética.

## Ejemplo 1
Se puede usar una media ponderada para calcular la nota final de un curso escolar, en donde se asigna distinta importancia (peso) a los distintos exámenes que se realicen. Por ejemplo, los dos primeros exámenes tienen un peso o valor de 30% y 20% respectivamente, y el último del 50%;  las calificaciones respectivas son de 6.4, 9.2 y 8.1, entonces la nota final corresponde a la siguiente media ponderada:
Datos: {\displaystyle X=\{6.4,9.2,8.1\}\,}
Pesos: {\displaystyle W=\{0.3,0.2,0.5\}\,}
Media Ponderada: {\displaystyle {\bar {x}}={\frac {6.4\cdot 0.3+9.2\cdot 0.2+8.1\cdot 0.5}{0.3+0.2+0.5}}=7.81\,}

## Ejemplo 2
Dadas dos jornadas de una escuela, las notas obtenidas en cada jornada fueron respectivamente:
- Jornada de la mañana (20 alumnos)= 62, 67, 71, 74, 76, 77, 78, 79, 79, 80, 80, 81, 81, 82, 83, 84, 86, 89, 93, 98

- Jornada de tarde (30 alumnos) = 81, 82, 83, 84, 85, 86, 87, 87, 88, 88, 89, 89, 89, 90, 90, 90, 90, 91, 91, 91, 92, 92, 93, 93, 94, 95, 96, 97, 98,99

La media aritmética simple de la jornada de la mañana es {\displaystyle {\bar {x}}={\frac {1600}{20}}=80.} , y la de la tarde es {\displaystyle {\bar {x}}={\frac {2700}{30}}=90.}
La media entre estos resultados sería 85. Entretanto, tal número no refleja la realidad, pues la cantidad de alumnos de cada clase no fue tenida en cuenta. Para obtener el valor correcto, es necesario hacer la media entre todos los alumnos a la vez. Básicamente se realiza la sumatoria de todas las notas y se divide por el total de alumnos:
{\displaystyle {\bar {x}}={\frac {4300}{50}}=86.}
Ese resultado también se puede obtener usando la media aritmética ponderada. Los pesos serán entonces la cantidad de alumnos en cada jornada:
{\displaystyle {\bar {x}}={\frac {(20\times 80)+(30\times 90)}{20+30}}=86.}
Sería igual con (fi) si  {\displaystyle {f1=20/50=0,40}} y  {\displaystyle {f2=30/50=0,60}}
Entonces {\displaystyle {80*0,40+90*0,60=86}.} porque la sumatoria de f1 +f2 = 1

## Pesos normalizados
Para cada peso {\displaystyle w_{i}} del dato {\displaystyle x_{i}} se define su peso normalizado como 
{\displaystyle w'_{i}={\frac {w_{i}}{\sum _{k=1}^{n}w_{k}}}}
Se tiene que la suma de los pesos normalizados es 1 y, por tanto, la media ponderada (con los pesos {\displaystyle w_{i}}) es
{\displaystyle {\bar {x}}=\sum _{k=1}^{n}x_{i}\cdot w'_{i}}

## Métrica definida por los pesos
Con la métrica que definen los pesos, la media ponderada se comporta geométricamente igual que sin ponderar, quedando definida por el pie de la perpendicular desde x a la recta <(1, 1, ... , 1)>. La perpendicular desde x a la recta <(1, 1, ... , 1)> cae en {\displaystyle ({\bar {x}},{\bar {x}},...,{\bar {x}})}.
La fórmula siguiente es válida para la media con o sin ponderación, la diferencia es la métrica considerada.
{\displaystyle {\bar {x}}={\frac {x\cdot (1,1,...,1)}{(1,1,...,1)\cdot (1,1,...,1)}}}

## Analogía
Si se consideran {\displaystyle n} puntos diferentes en el plano, con sus respectivas masas, es posible hallar un punto, llamado baricentro, que representa la masa promedio.